# Projet Périclès
Pour les articles homonymes, voir Périclès (homonymie).
Le projet Périclès (acronyme pour Patriotes / Enracinés / Résistants / Identitaires / Chrétiens / Libéraux / Européens / Souverainistes) est un think tank et un rapport commandé par Pierre-Édouard Stérin pour assurer une victoire idéologique et politique à une alliance entre l'extrême droite et la droite libérale conservatrice en France.
Il est largement inspiré par le Projet 2025 proposé par la Heritage Foundation aux États-Unis.

## Contexte
Avant l'élection présidentielle de 2022, Pierre-Édouard Stérin rencontre plusieurs responsables politiques dont François-Xavier Bellamy, Bruno Retailleau, Virginie Calmels, David Lisnard, Marion Maréchal et Éric Zemmour,. Il affirme vouloir, à partir de ses cinquante ans, se concentrer sur son projet sociétal : il dit vouloir consacrer l'intégralité de sa fortune au « redressement de la France et à la promotion du Christ ».
Il choisit donc de créer un think tank, Périclès, association loi de 1901 déclarée à la préfecture de police de Paris en juillet 2023,, qu'il délègue à Philippe de Gestas en novembre 2023. Le projet Périclès est officiellement commandé par Pierre-Édouard Stérin et ses employés François Durvye et Alban du Rostu. On y trouve aussi Marguerite Frison-Roche, Pierre Valentin et Emmanuel Fontan.
Le volet électoral est coordonné par Arnaud Rérolle,. Il s'inspire des mouvements religieux et libertariens américains qui ont contribué à la réélection de Donald Trump à l'élection présidentielle de 2024. Arnaud Rérolle échange notamment avec des membres de la Heritage Foundation, le think tank conservateur auteur du Projet 2025. Il effectue également un voyage d'étude dans la Hongrie de Viktor Orbán
Le projet fait d'abord partie du Fonds du bien commun. En 2024, pour protéger le Fonds du bien commun de répercussions légales ou réputationnelles, il devient un projet indépendant avec une association mère Périclès, un fonds de dotation présidé par Périclès, une association opérationnelle et de financement présidée par Périclès. Il compte alors quatre recrutements finalisés et quatre recrutements en cours.
L'existence du rapport est dévoilée en avril 2024 par le journal La Lettre puis en juillet de la même année, L'Humanité publie le contenu intégral de son résumé exécutif d'une vingtaine de pages, daté de l'automne 2023,,. Pierre-Édouard Stérin annonce alors publiquement l'existence du projet et Le Journal du dimanche s'en fait l'écho.
En 2025, le projet se dote d'un site Internet public où il reprend la plupart des informations du document publié en 2023. Le document et ses porte-paroles affirment vouloir professionnaliser la droite de Horizons à Reconquête.

## Philosophie générale

### Valeurs
Il liste que ses valeurs sont la liberté individuelle et d'entreprendre, la propriété privée, la subsidiarité, « le vrai, le bien, le beau », la famille comme base de la société, la place particulière du christianisme, l'enracinement dans un terroir, la « fierté de notre histoire, notre identité, notre culture » et l'unité, la cohésion et la confiance.
Les tendances qu'il combat sont l'hyperétatisme, le socialisme et l'assistanat, les lois liberticides, le wokisme, le refus des limites, la laïcité agressive, le refus de la préférence nationale, l'islamisme et l'immigration incontrôlée.

### Objectifs
Le projet est constitué pour mettre au pouvoir une alliance de l'extrême droite et de la droite libérale conservatrice par une stratégie de « victoire idéologique, électorale et politique »,.
La victoire idéologique est la promotion des valeurs du groupe et la maîtrise de la fenêtre d'Overton via la production audiovisuelle, les leaders d'opinion ou encore les influenceurs sur les réseaux sociaux, ainsi que la décrédibilisation des idées adverses.
La victoire électorale se fait en agissant sur des élections prioritaires, en formant des candidats à la stratégie et la communication politique, et en mettant des outils à leur disposition, dont des financements, des médias et des ressources humaines.
La victoire politique consiste à « permettre l'exercice réussi du pouvoir dès la prochaine échéance » avec un shadow cabinet et un livre blanc pour les élections municipales de 2026. L'objectif inclut de fournir une réserve d'hommes de pouvoir pour des postes clés, de développer des réseaux relais et de construire une relation de confiance avec les dirigeants de droite.

## Politiques proposées

### Objectif idéologique

#### Observatoire de l'immigration et de la démographie
L'observatoire de l'immigration et de la démographie est fondé par Nicolas Pouvreau-Monti. Il est poussé par Périclès à partir de 2023.
Un autre observatoire nommé Hexagone est créé fin 2024 pour commander des sondages sur des sujets comme la violence scolaire, les dépenses de l'État et le logement.

#### Influence médiatique sur le débat public
Le rapport prévoit d'influencer le débat public à travers les médias et les réseaux sociaux. Parmi les initiatives figure l'acquisition d'un institut de sondage, l'Institut Thomas-More ou la Fondation du Pont-Neuf, afin de publier des baromètres sur l'« islam et l'insécurité », l'« immigration » et l'« extrême gauche », dont les résultats seraient diffusés sur des médias partenaires dans toute la France,.
Il vise 100 % de la population touchée via les médias ou les réseaux sociaux avant 2027. Stérin discute avec plusieurs médias, dont deux sont considérés comme des partenaires probables : Marianne et L'Express. Stérin échoue cependant à racheter Marianne en 2024,. Il a une relation positive avec Vincent Bolloré et apprécie le travail de ses médias. Le groupe Otium Capital de Stérin finance le site Neo et le mensuel L'Incorrect.
Le rachat par Stérin de l'agence d'influenceurs Marmeladz est probablement un moyen de mise en œuvre du projet.

#### Guérilla juridique
Le rapport utilise l'expression de guérilla juridique dans sa liste des créations prioritaires,. Cet objectif est notamment rempli par le collectif Justitia, un collectif d'avocats dirigé par Aymeric de Lamotte et se concentrant sur l'utilisation de leviers juridiques et judiciaires médiatiques contre l'islamisme, l'immigration, l'attaque à la liberté d'expression et la transidentité,.
L'association est créée avec l'institut Thomas-More en mai 2023 et 16 avocats dont Thibault de Montbrial et Pierre Gentillet de Juristes pour l'enfance. Elle lance 9 procédures dans sa première année d'activité et en vise 20 par an.

### Objectif électoral

#### Influence sur les sujets traités
Le projet prévoit d'influencer les sujets traités lors des élections européennes de 2024.

#### École des futurs maires Politicæ
En 2024, le projet voit la création d'une école des candidats aux mairies pour préparer les élections municipales de 2026,. Il prévoit plus de 2 000 candidats formés en 2025 et a pour objectif de faire gagner en 2026 environ 1 000 maires de petites et moyennes communes, surtout pour le Rassemblement national ; le nombre de 300 villes à gagner absolument est avancé,.
L'institut Politicæ est fondé par Antoine Valentin, maire LR-RN de Saint-Jeoire. L'école inclut la mise à disposition de nombreux outils stratégiques et opérationnels pour la communication, ainsi que des financements et des ressources humaines. Elle s'appuie notamment sur des partenariats avec l'Institut de formation politique et la Fédération française des trucs qui marchent.
L'école de formation des maires Politicæ peine à se concrétiser malgré les importants moyens annoncés, selon Le Monde.

#### Soutien électoral au Rassemblement national
Le rapport propose de créer une « consultance opérationnelle » pour aider le Rassemblement national à gagner 300 grandes cibles urbaines où il a traditionnellement du mal lors des élections régionales. Cet accord de conseil est mis en place en septembre 2023.
Outre un soutien privilégié au RN, Périclès ambitionne de former et soutenir des candidats indépendants en vue des élections municipales de 2026, en intervenant à différents niveaux de la société : juridique, médiatique, politique et administratif,,,. Il vise 1 000 mairies remportées.

#### Élection présidentielle de2027
Le projet vise à aider à remporter la élection présidentielle de 2027 et obtenir la majorité absolue aux élections législatives.

### Objectif politique

#### Réserve d'hommes de pouvoir
Le rapport vise la création d'une réserve de plus de 1 000 hommes de pouvoir disponibles pour des postes importants au sein de l'État avant 2027. La cartographie des personnes concernées se divise entre des sympathisants de Les Républicains, de Reconquête, du Rassemblement national, et une section « Autres ».
Le document publié en 2024 affirme avoir une relation de confiance et une influence réelle sur Jordan Bardella et Marine Le Pen,, et une relation active sans réelle influence sur Éric Ciotti, Laurent Wauquiez, David Lisnard, François-Xavier Bellamy et Marion Maréchal,. Au niveau des personnalités d'affaires, l'investisseur Pierre Entremont, Anthony Bourbon, Bernard Arnault, Xavier Niel, Vincent Bolloré, Michel-Édouard Leclerc et Stanislas Niox-Chateau sont dans la liste des personnalités de réserve pouvant faire des présidents de la République convenables ; Niox-Chateau a la note de 10/10 dans la liste, et Stérin lui-même 7/10.
En janvier 2025, Pierre-Édouard Stérin est invité à déjeuner par Bruno Retailleau, récemment nommé ministre de l'Intérieur et qui a participé à La Manif pour tous avec lui. En février 2025, France Inter rapporte que le document inclut 2 000 noms potentiels.

#### Écosystème
Un programme d'essaimage de petites associations veut la création de plus de 100 projets par an pour soutenir les objectifs du projet,.
3,5 millions d'euros sont dépensés pour ce projet avant juillet 2024. 33 % sont dépensés sur le wokisme, 30 % sur l'immigration, 12 % contre le socialisme, 10 % pour la culture et morale chrétienne, 8 % contre l'islamisme et 5 % sur d'autres sujets.
L'entrepreneure sociale Alice Barbe apparente ce financement à un financement politique indirect au-delà du seuil légal et enjoint l'État à enquêter sur la question.

## Mise en œuvre

### Moyens financiers
Le rapport annonce l'embauche de 6 à 8 employés à plein temps en 2023, d'une équipe de 10 personnes en 2024, 20 à 30 personnes en 2025 et 50 personnes en 2027.
Une enveloppe de 150 millions d'euros sur dix ans est prévue, indépendante du Fonds du bien commun. Il prévoit un budget de 8 millions d'euros en 2023, 7 à 10 millions en 2024, 12 à 15 millions en 2025 et 25 millions d'euros en 2027.
En janvier 2025, La Lettre rapporte qu'au moins 24 structures de droite ou d'extrême droite ont déjà reçu un financement par le projet, en vue de promouvoir « l'effacement de l'État au profit du marché » et de soutenir des thématiques conservatrices. Ces financements incluent des organismes de formation politique (l'Institut de formation politique, Politicæ), l'entreprise Data Realis Conseil, partenaire des médias d'extrême droite Le Journal du dimanche, Boulevard Voltaire et Frontières, ou encore des médias comme L'Incorrect ou Contrepoints.
Le projet finance également l'Observatoire de l'immigration et de la démographie.

### Relations avec l'équipe de Donald Trump
Paul Manafort, conseiller de campagne de Donald Trump à l'élection présidentielle de 2024, se rapproche de l'équipe du projet Périclès et propose ses services pour l'élection présidentielle de 2027 en France. Arnaud Rérolle affirme que la proposition a été refusée.
Alexandre Pesey présente la Heritage Foundation à Pierre-Édouard Stérin et il s'en inspire pour la création du projet Périclès.
En 2025, il affirme admirer l'exemple de Donald Trump lors de son expulsion massive d'étrangers après son investiture comme président des États-Unis. Il soutient la remigration des délinquants étrangers et des « étrangers [qui] n'ont pas commis de délit, mais sont là depuis plusieurs années et ne travaillent pas ». Il est cependant favorable à l'immigration asiatique.

### Relations avec le Rassemblement national
Le projet Périclès soutient une victoire du Rassemblement national mais ne s'y arrête pas : Stérin leur préfère par exemple Sarah Knafo et Laurent Wauquiez. Il veut d'abord créer un nouveau parti ou prendre les rênes d'un petit parti comme l'Union des droites pour la République, puis décide de se concentrer sur l'influence au sein du Rassemblement national.
Lors de la large réussite du RN aux élections, Pierre-Édouard Stérin s'inquiète de la victoire d'un « parti de gauche » sur l'économie et les sujets sociétaux. Il écrit en privé que Marine Le Pen et Jordan Bardella sont « nuls » et « ne gagneront jamais ».
Contacté en 2024 par Mediapart, le Rassemblement national ne répond pas à une question sur son rapport avec le projet Périclès. François Durvye affirme qu'il est possible que Périclès et le RN aient discuté des municipales de 2026 mais qu'il n'y a pas de projet lancé ; Stérin ajoute qu'il a fait une proposition qui n'a pas reçu de suite de la part du parti politique et que son travail s'adresse à toutes les nuances de droite et non à un parti en particulier.

### Impact sur le Fonds du bien commun
Stérin co-fonde la Nuit du bien commun, un événement annuel de soutien financier aux associations catholiques, en 2017. En 2021, l'événement s'accompagne d'un fonds de dotation, le Fonds du bien commun. Ce fonds perd de nombreux soutiens après la publication du projet Périclès. Pierre-Édouard Stérin affirme qu'il s'agit d'intolérance de la gauche et de l'extrême gauche.

## Enquête sur l'influence électorale
Le 23 avril 2025, Pierre-Édouard Stérin et Arnaud Rérolle sont convoqués par la commission d'enquête de l'Assemblée nationale sur l'organisation des élections afin de s'expliquer sur les financements politiques prévus dans le projet Périclès. Les parlementaires veulent l'interroger sur les 20 millions d'euros annuels de soutien électoral mentionnés dans le rapport,.
L'un comme l'autre refusent de s'y rendre, invoquant à la fois des contraintes d'agenda et une absence de lien entre les activités professionnelles du milliardaire et le sujet de la commission d'enquête,. Arnaud Rérolle est finalement auditionné le 6 mai 2025.
Stérin est à nouveau absent le 14 puis le 20 mai, s'exposant ainsi à de potentielles sanctions pénales,. Pour Thomas Cazenave, président de la commission d'enquête, le refus de comparaître est très rare et ce cas est injustifié. L'homme d'affaires affirme ne pas se déplacer parce qu'il craint pour sa sécurité. Quelques minutes avant l'heure de sa comparution, il est sur le plateau de CNews et critique la commission d'enquête,.